# Ванс
Ванс (фр. Vence, окс. Vença, Vènço) — коммуна на юго-востоке Франции в регионе Прованс — Альпы — Лазурный берег, департамент Приморские Альпы, округ Грас, кантон Ванс.

## Географическое положение
Коммуна Ванс расположена в предгорьях Альп к северу от горного села Сен-Поль-де-Ванс и приморского курорта Кань-сюр-Мер.
Площадь коммуны — 39,23 км², население — 18 931 человек (2006) с тенденцией к росту: 19 241 человек (2012), плотность населения — 490,5 чел/км².

## История
Территория Ванса была заселена со времён неолита.
В I веке до н. э. в районе Ванса обитало племя нерузиев, покорённое римлянами; название племени упомянуто на Альпийском трофее, воздвигнутом императором Августом.
К началу н. э. относится возникновение Ванса как города. Памятники античности, за исключением латинских надписей, не сохранились.
При императоре Константине Ванс стал епископством; местный храм Марса был перестроен в собор Рождества Богородицы (современный вид принял в XI-XII веке).
Вплоть до конца XVIII века Ванс оставался религиозным центром местного значения под совместным управлением епископов, среди которых было несколько святых и будущий папа Павел III, и баронов де Вильнёв. После революции епископство было упразднено.
С конца XIX — начала XX века Ванс, благодаря близости к Каннам и Ницце, становится популярным местом отдыха; поселившиеся в городе писатели и художники вносят значительный вклад в его культуру.

## Население
Население коммуны в 2011 году составляло 19 160 человек, а в 2012 году — 19 241 человек.
| 1962 | 1968 | 1975  | 1982  | 1990  | 1999  | 2006  | 2011  | 2012  |
| ---- | ---- | ----- | ----- | ----- | ----- | ----- | ----- | ----- |
| 7874 | 9420 | 11385 | 13119 | 15330 | 16982 | 18931 | 19160 | 19241 |

Динамика численности населения:

## Экономика
В 2010 году из 11799 человек трудоспособного возраста (от 15 до 64 лет) 8256 были экономически активными, 3543 — неактивными (показатель активности 70,0 %, в 1999 году — 67,8 %). Из 8256 активных трудоспособных жителей работали 7521 человек (3992 мужчины и 3529 женщин), 735 числились безработными (382 мужчины и 353 женщины). Среди 3543 трудоспособных неактивных граждан 1290 были учениками либо студентами, 888 — пенсионерами, а ещё 1365 — были неактивны в силу других причин.
На протяжении 2010 года в коммуне числилось 8524 облагаемых налогом домохозяйства, в которых проживало 18517,5 человек. При этом медиана доходов составила 20 тысяч 561 евро на одного налогоплательщика.

## Достопримечательности (фотогалерея)
В городском соборе есть мозаика, выполненная Марком Шагалом, а одна из городских часовен (часовня Розери) построена и расписана Анри Матиссом.
Среди прочих знаменитостей в Вансе жили и работали Ида Рубинштейн, Дэвид Герберт Лоуренс, Витольд Гомбрович, Алексей Грищенко, Рауль Дюфи, Жан Дюбюффе, Рене Шикеле, Михай Каройи, Луи Аббиате, Арман.

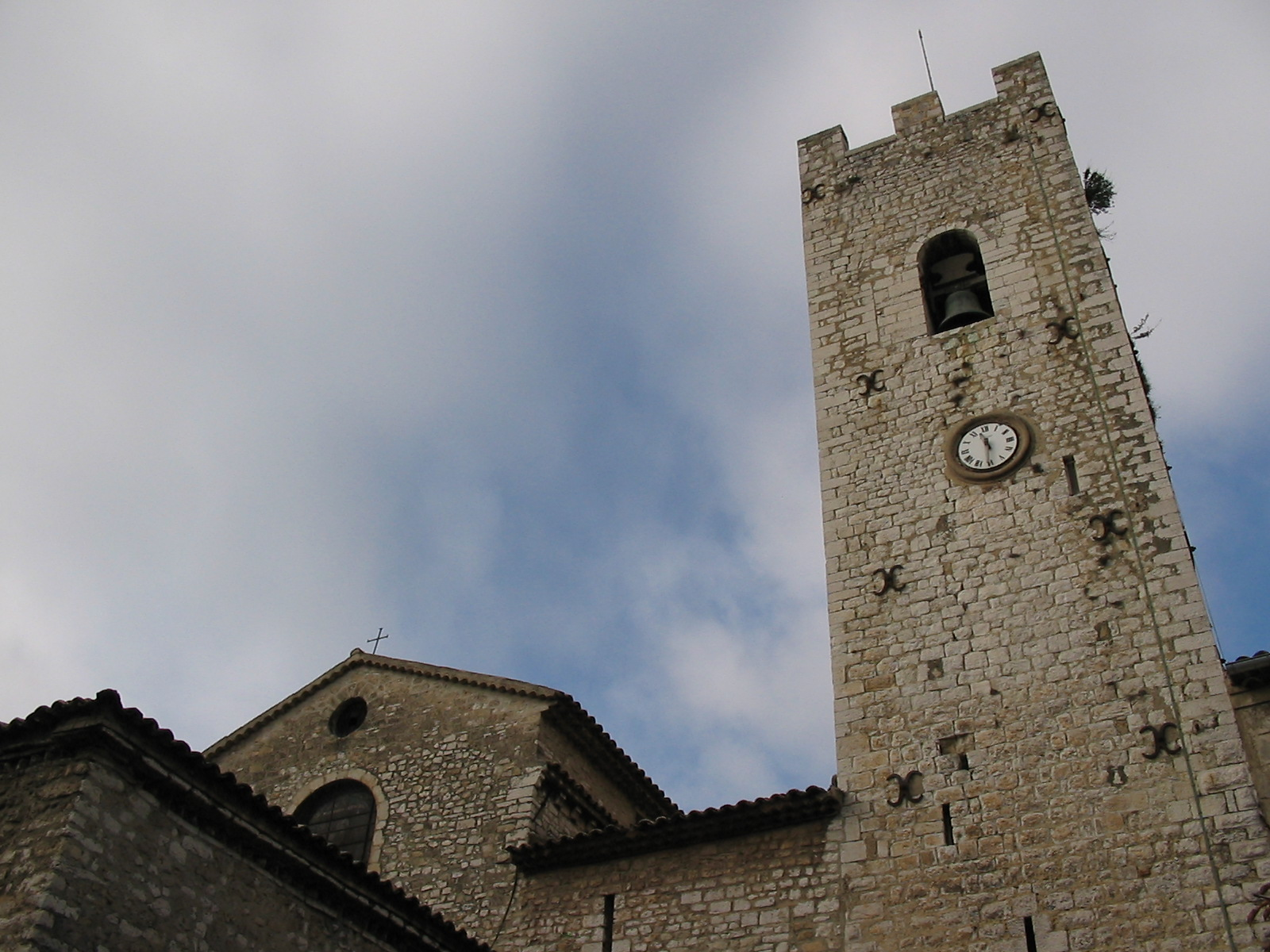
Кафедральный собор
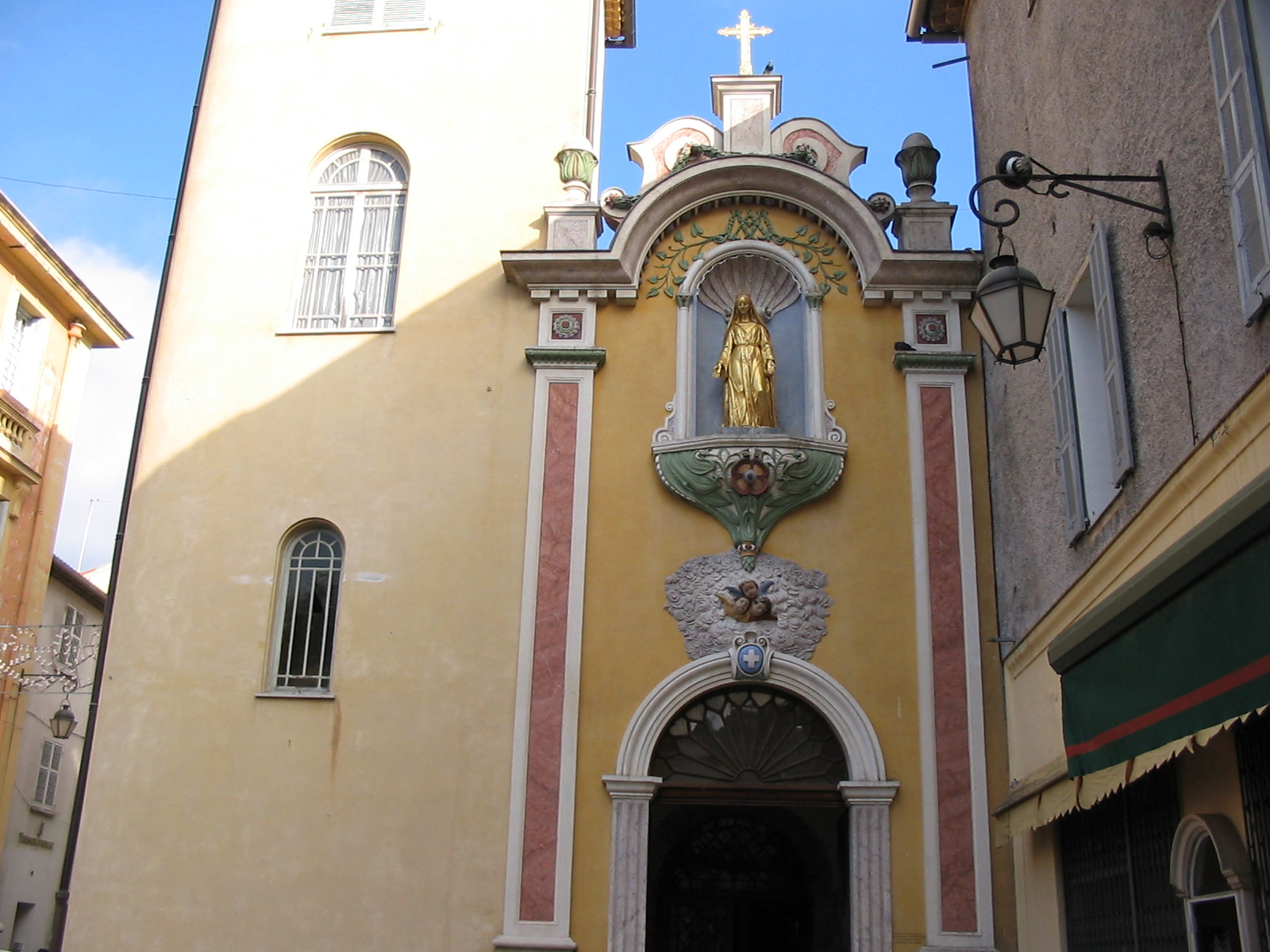
Колокольня церкви Святого Ламберта
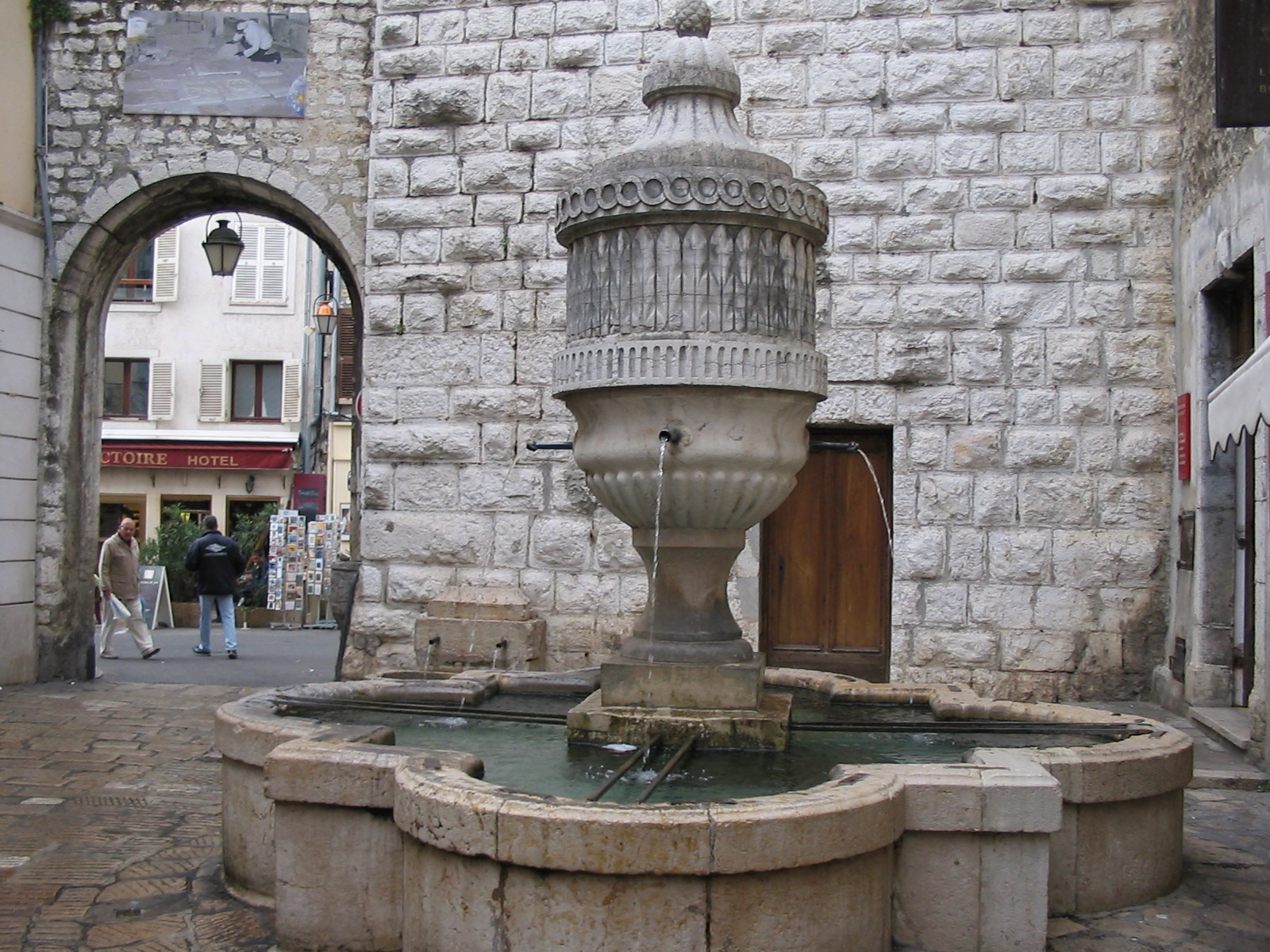
Фонтан
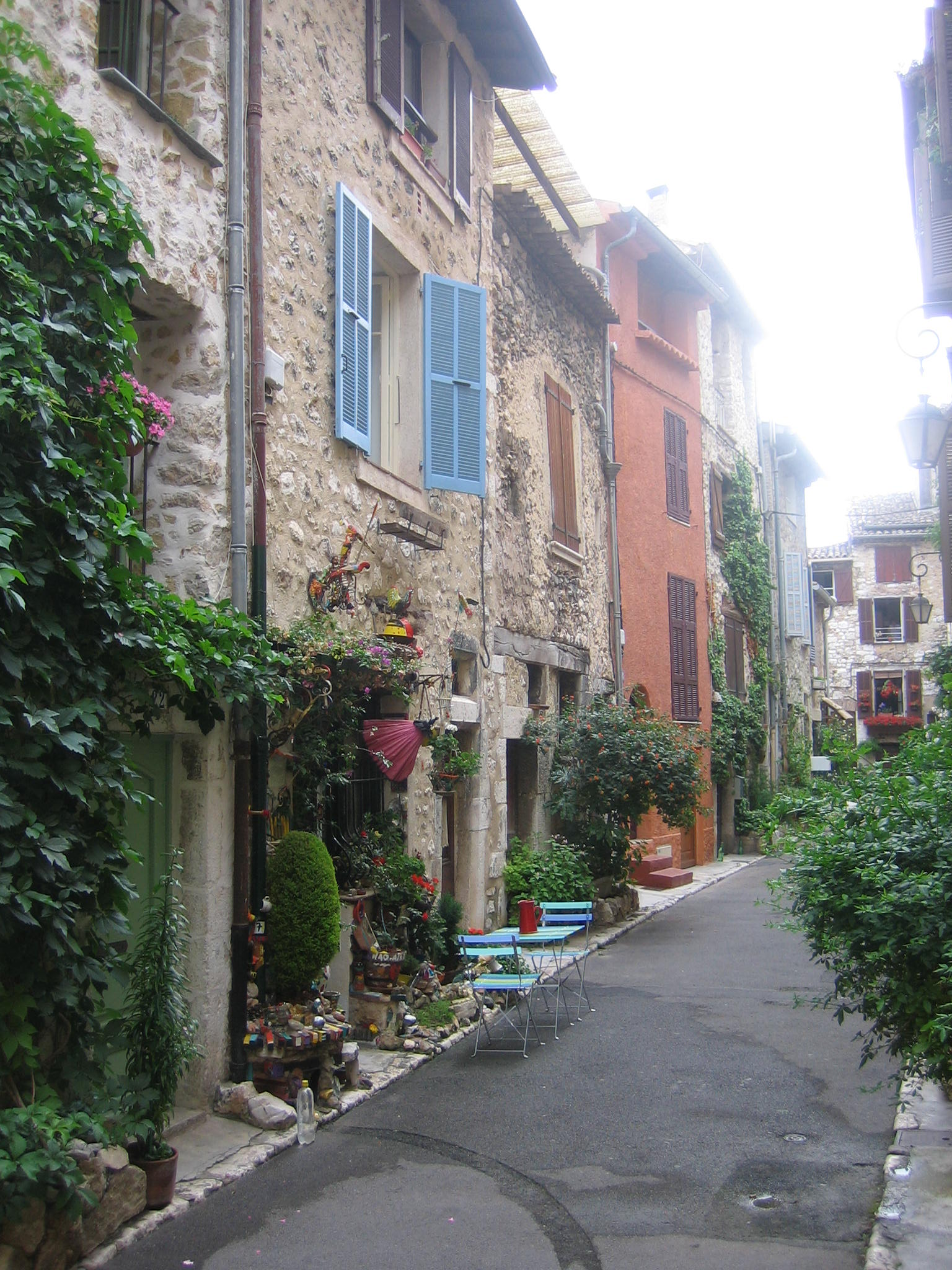
Средневековая улица
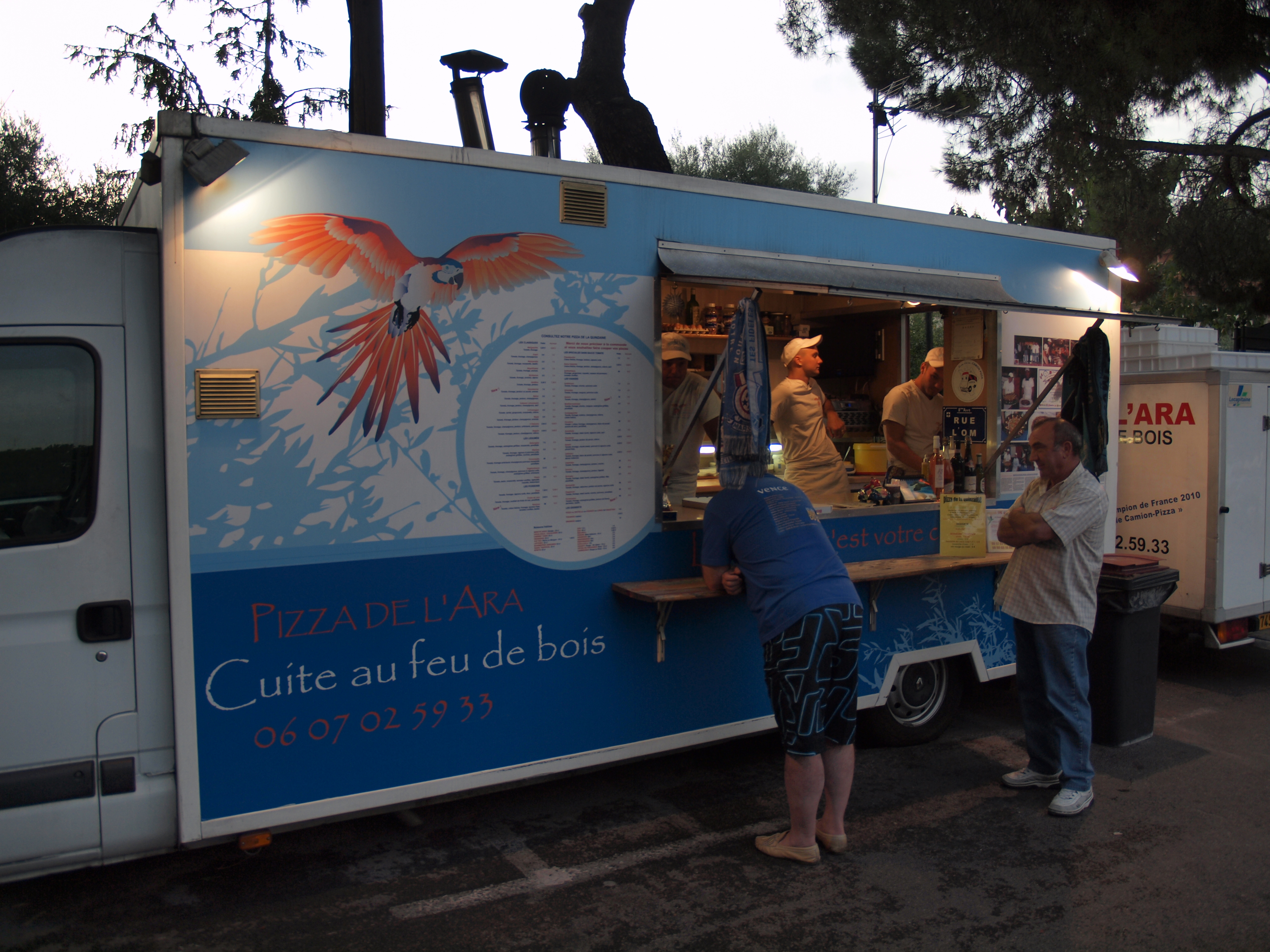
Передвижная пиццерия в центре Ванса